# 호조번 (히타치국)
호조 번(일본어: 北条藩 호조한[*])은 일본 에도 시대 전기 히타치국 쓰쿠바 군(筑波郡) 호조(현 이바라키현 쓰쿠바시 호조)에 있던 번이다. 아와 국의 호조 번과 구분하기 위해 일반적으로 히타치 호조 번(常陸北条藩)으로 표기하는 경우가 많다.

## 번의 역사
도요토미 히데요시의 명령으로 가모 우지사토의 요리키(寄騎)가 되어 있었던 사쿠마 가쓰유키는 우지사토 사후 시나노국 나가누마 성(長沼城) 주변의 영지를 하사받았다. 히데요시 사후 오미국 야마지(山路) 주변의 3천 석 영지를 추가로 받았고, 게이초 12년(1607년), 에도 성 내로 이전했을 당시에는 히타치국 호조 주변의 영지 3천 석을 추가로 받았다. 이에 따라 영지 규모가 도합 1만 석이 되었고, 다이묘의 반열에 올라 히타치 호조 번을 세우고 초대 번주가 되었다. 다만 임지에는 거주하지는 않는 대신 에도 성에 상주하는 정부(定府) 다이묘였다. 그 후, 오사카 전투에서 전공을 거둔 가쓰유키는 8천 석을 추가로 받고 시나노국 나가누마 번으로 옮겨가게 되었고, 이에 따라 히타치 호조 번은 일시 폐지되었다.
시모우사 국 시쿠라 번주였던 홋타 마사모리의 4남 홋타 마사히데는 아버지가 쇼군 도쿠가와 이에미쓰를 따라 순사한 후, 아버지의 유령 중 5천 석의 영지를 분할받았다. 이후 도쿠가와 이에쓰나를 섬겼고, 고코쇼구미반가시라(御小姓組番頭)・쇼인반가시라(書院番頭)・오반가시라(大番頭) 등을 역임하였다. 이 기간 동안 3천 석을 추가로 받았다. 덴나 원년(1681년)에는 와카도시요리가 되었고, 이듬해인 덴나 2년(1682년)에는 5천 석을 추가로 받고 1만 3천 석의 다이묘가 되면서 히타치 호조 번이 다시 세워졌다.
마사히데는 그 후에도 소자반이 되는 등 막부의 요직을 역임하였다. 마사히데가 겐로쿠 원년(1688년)에 사망한 이후, 1만 3천 석 소령 중 3천 석 소령은 차남 홋타 마사노리(堀田正矩)가, 또 다른 3천 석 소령은 셋째 아들 홋타 마사아키(堀田正章)가 각각 이었다. 그리고 나머지 8천 석의 소령은 막부에 몰수되면서 히타치 호조 번은 폐지되었다. 홋타 가문의 대부분의 소령이 막부에 몰수된 것은 장남 홋타 마사치카가 죄를 범하여 무쓰국 후쿠시마번에 칩거 처분을 받고 있었기 때문이라고 전해진다.

## 역대 번주
사쿠마 가문
1. 사쿠마 가쓰유키(佐久間勝之) 재위 1610년 ~ 1615년

폐번 1615년 ~ 1682년
홋타 가문
1. 홋타 마사히데(堀田正英) 재위 1682년 ~1688년